# 戦線スパイクヒルズ
『戦線スパイクヒルズ』（せんせんスパイクヒルズ）は、原作・原田宗典、漫画・井田ヒロトによる漫画。『ヤングガンガン』2004年創刊号から2007年17号まで連載された。全57話。

## 概要
原田宗典の小説『平成トム・ソーヤー』（1992年）が原作。スリを通じて描かれる3人の少年少女の青春物語。1991年の東京が舞台。
「戦う」ということをメインにしたかったため、原作と漫画では題名を変えている。「スパイクヒルズ」は担当編集者の造語、「戦線」は井田ヒロトが考えた。各話のサブタイトルはTHE BLUE HEARTS、あるいはTHE HIGH-LOWSの楽曲を元につけられている。

## あらすじ
舞台は1991年の東京。バブル崩壊、ソビエト連邦の解体、湾岸戦争と不安定で、またベビーブーム等により受験ブームが起こっていた時代。都立新西高に通う3年生である天才的なスリの腕前を持つノムラノブオは、ある日同じ都立新西高のスウガク（蕪木次郎）からある計画に協力を依頼される。
その計画とは、早慶大の入試問題を裏ルートで入手しようとしているヤクザから入試問題を横取りするものだった。ノブオは一旦は断るが……。

## 登場人物
ノムラノブオ
高校3年生。天才的なスリの腕前を持つ。その能力から「自分は欲しいもの全て手に入る人間」と、また人生をくだらないものと考えていた。親は「光向会」という宗教団体に入っており、その教えをノブオに強制し、受験に関して口うるさい。そんな親を鬱陶しい存在だと思っている。そんな中、スウガクの計画やキクチに出会い、人生に楽しみを見い出す。キクチに「ぞっこんラブ」で、『高校生特有の』自意識や妄想に苛まれることもある。
スウガク＝蕪木次郎（かぶらぎ じろう）
数学があまりにもできるため、そのままのあだ名を付けられたノブオと同じ高校の3年生。キクチから入試問題の入手計画を聞き、その計画を利用しようと考えてスリの計画を練る。父親が死に、再婚した母親も死に、血の繋がっている人のいない、赤の他人の家族と暮らしている。その家族に怨みの念を持つ。
キクチ
ノブオ達とは別の高校に通う少女。下の名前は原作では「かおる」。スリの計画の参加メンバーの一人。スウガクの中学からの知り合いで、ヤクザの息子から入試問題の入手計画を聞きスウガクにその計画を教える。親から酷い扱いを受けている。男子達を皆虜にするほどの美貌を持つが、本人は煩わしく思っている。しかもあまりにモテるため、同性からは反感を買っている。そんな嫌な世界の外に連れてってくれるノブオに惹かれ、恋人の関係になる。親指を口に咥えるのが癖だが、原作ほどは強調されていない。
千波 チサト
ラブホテル「ニューちさと」を運営している、スリも盗聴も超一流のすごいお婆さん。ひょんとな事からノブオと知り合う。計画のことを知り、ノブオ達に協力する。子供の時に両親を戦災で亡くし、預けられた親族からは冷遇された事もあったため、離縁した後に、スリ、売春や賭博行為などをしていた。暗い過去を持つ。
ノブオの母

カッパ

島田浩一

スウガクの義兄

スウガクの義父

キクチの母

ゴブドウ

シマコウ＝島田幸吉

保健室の先生

勝次

泰典

## 単行本
1. 2005年6月25日-ISBN 4757514581
2. 2005年10月25日-ISBN 4757515553
3. 2006年3月25日-ISBN 4757516452
4. 2006年8月25日-ISBN 4757517424
5. 2007年1月25日-ISBN 475751932X
6. 2007年6月25日-ISBN 4757520298
7. 2007年10月25日-ISBN 4757521456